# Ajantâ
Ajantâ est un village de l'État indien de Maharashtra, près d'Aurangabad, célèbre pour son groupe de 29 grottes artificielles bouddhistes, creusées dans du basalte dur, dont trois inachevées ; des peintures et des sculptures remarquables les décorent. En 1983, le site d'Ajantâ a été classé au patrimoine mondial de l'humanité de l'UNESCO.

## Description
Les grottes situées, dans un ravin boisé, au centre des monts Indhyagiri à quelque 5 km du village, ont été découvertes en 1819 par des soldats britanniques lors d'une partie de chasse. Au fond du ravin court la rivière Vaghorâ, un torrent de montagne qui forme une série de chutes d'eau dont le bruit a dû être constamment audible par les habitants des grottes. Celles-ci ont été excavées sur la face sud abrupte du ravin, et s'échelonnent d'une dizaine à une quarantaine de mètres au-dessus du lit du torrent. Elles ont été creusées en partant du plafond et en descendant jusqu'au plancher, une technique utilisée de façon générale en Inde.
Elles se classent en deux catégories, les premières servaient de refuge aux moines durant la saison des pluies, et les suivantes servaient plutôt de salles de réunion et de prière. Les premières, comportent habituellement un large porche, couvert par un toit soutenu par des piliers, aujourd'hui disparu, et donnent vers l'intérieur sur un hall généralement d'environ 10 à 11 m sur 7. À gauche, à droite et au fond, les cellules sont excavées et une image du Bouddha se tient habituellement dans une niche au fond face à l'entrée. Le nombre de cellules change selon la taille du hall, et dans les plus grands, des piliers soutiennent le toit de chacun des trois côtés, formant une sorte de cloître entourant le hall. Les salles de réunion pénètrent beaucoup plus profondément dans la roche, les plus grandes d'entre elles mesurant jusqu'à 30 m sur 14, cloître y compris.
Concernant leur ancienneté, les grottes se classent en trois groupes, la construction des plus anciennes (no 8, 12, 13 15a, 9 et 10) date des IIe siècle et  Ier siècle av. J.-C., au temps où la dynastie Shâtavâhana régnait sur l'Inde centrale ; le deuxième groupe du IIIe à la fin du  Ve siècle (dynastie des Vâkâtaka) et le troisième de la fin du VIe à la fin du VIIIe siècle (dynastie des Châlukya de Vâtâpi). La plupart des murs intérieurs des grottes sont couverts de peintures à fresque, de qualités très diverses. Aucune de ces peintures n'est datée, mais l'analyse des motifs permet d'avoir une idée assez précise de leur période de conception et ainsi de les classer chronologiquement.
À l'époque de leur découverte, en 1819, elles étaient en bon état de conservation, mais elles se sont depuis beaucoup dégradées en particulier sous l'effet du tourisme de masse. Cependant, les grottes 1, 2,16 et 17 offrent encore un aperçu de ce qu'elles pouvaient offrir au temps de leur splendeur et l'ouvrage The painting in the Buddhist cave temples of Ajanta (1896) de John Griffiths, alors directeur de la Bombay School of Arts, permet d'avoir une idée de leur état avant qu'elles commencent à se dégrader. Ces copies sont d'une valeur inestimable pour connaître l'art pictural indien avant la contre-réforme hindouiste qui fit disparaître le bouddhisme de la terre indienne.
Ajantâ était un centre monastique et universitaire. Le moine et voyageur chinois Xuanzang nous apprend que Dignâga, le célèbre philosophe bouddhiste, auteur de livres fameux sur la logique, a résidé là. À son apogée, le site devait pouvoir fournir le logement pour plusieurs centaines de personnes, professeurs et élèves compris.
Une scène colorée de l'une des vies antérieures de Bouddha est représentée sur la paroi d'une grotte. Dans cette scène, le roi Mahajanaka, après avoir renoncé à ses biens temporels, prend un bain rituel avant de revêtir sa robe de moine.
La richesse des couleurs, la souplesse des formes et la chaleur spirituelle des peintures murales d'Ajanta s'inscrivent dans une tradition qui a eu une influence sur l'art des temples à travers l'Inde et l'Asie du Sud-Est tout au long du millénaire suivant.

## Galerie

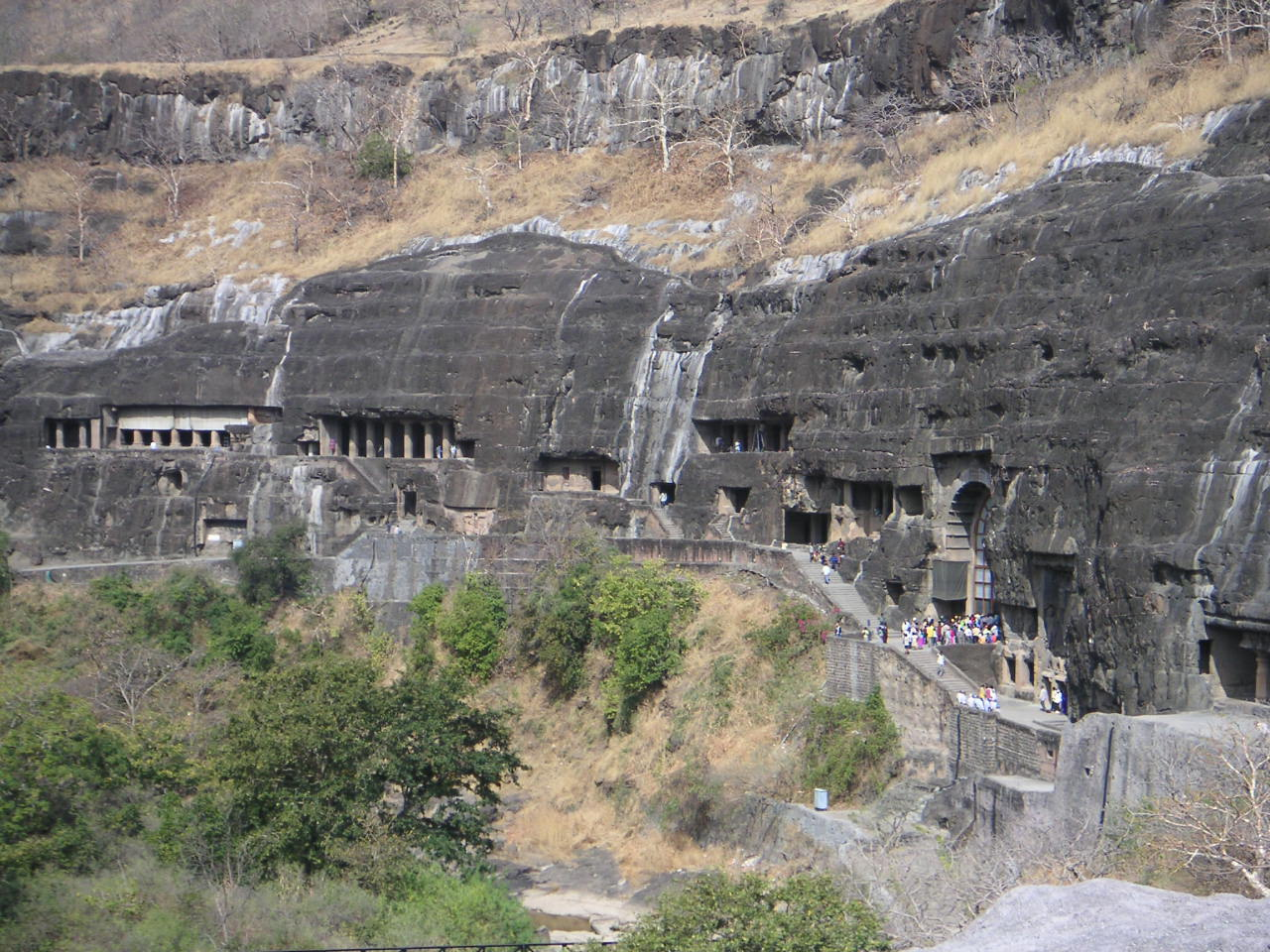
Vue rapprochée du site.
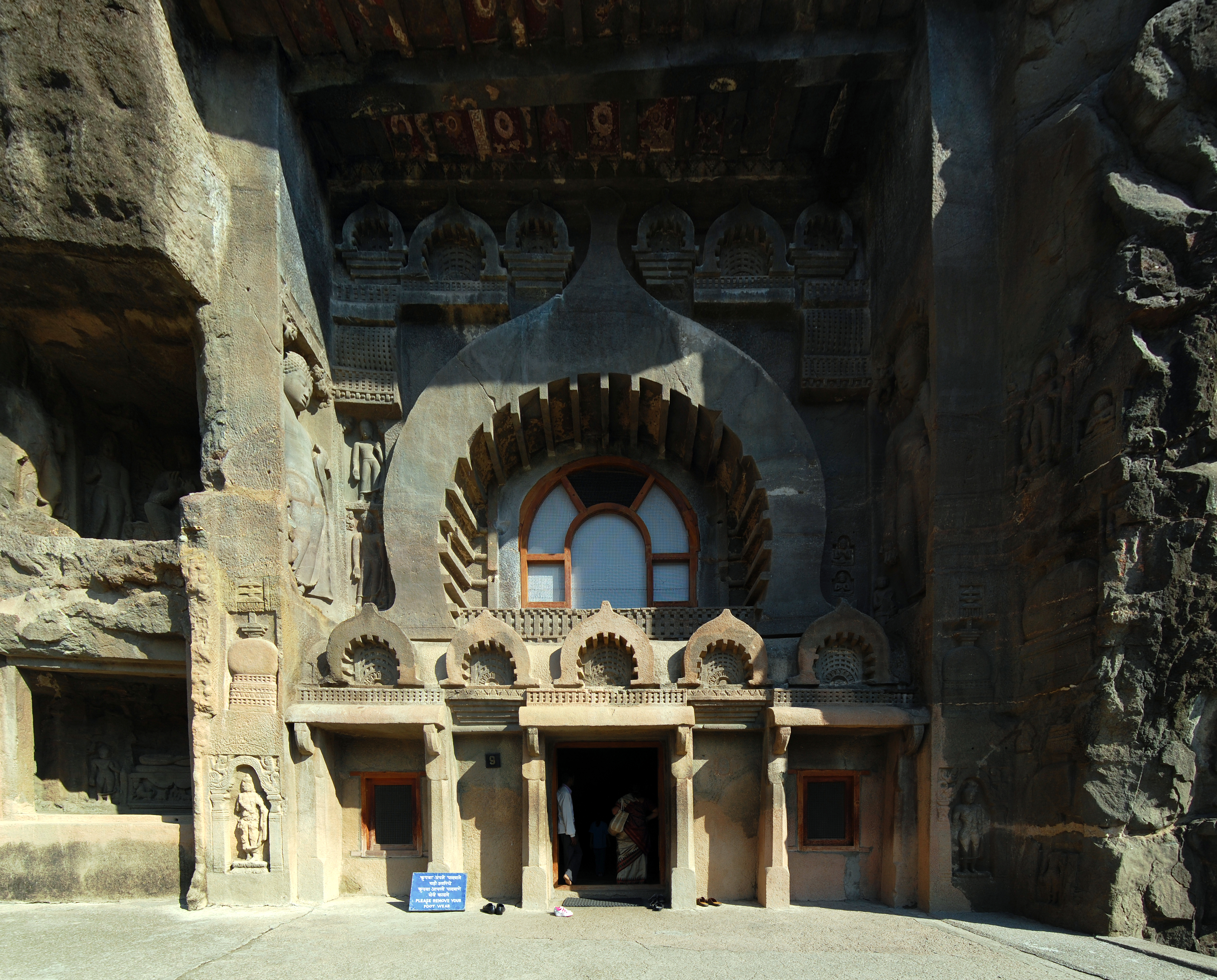
Entrée de chaitya lieu de pière, caverne 9. Une des plus anciennes, datée du IIe siècle. Façade à décor de kudu avec balcon. Bouddha (plus tardif) dans la pose de l'abhaya mudra, conférant l'absence de peur.
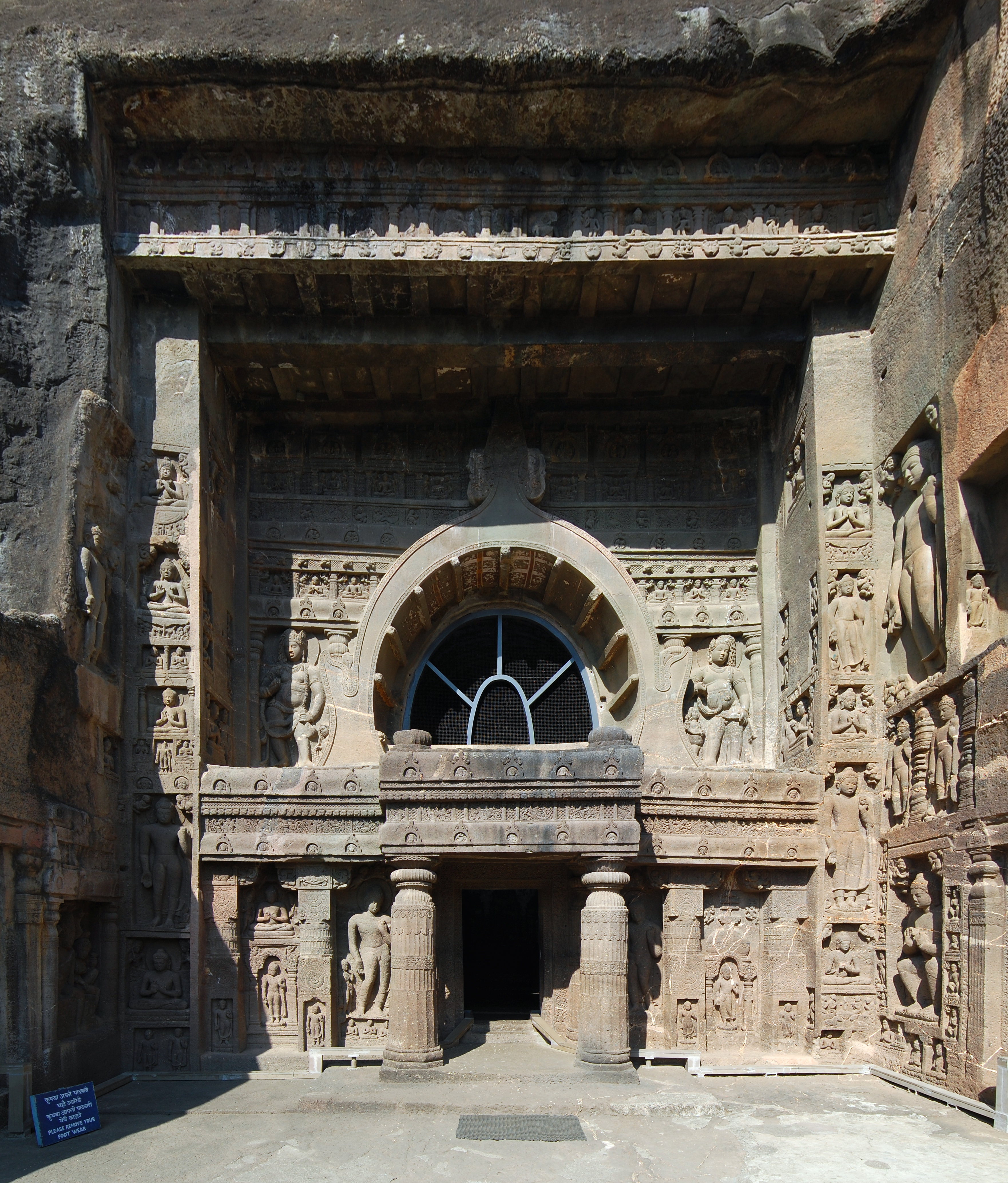
Entrée du chaitya no 19. Fin du Ve siècle.
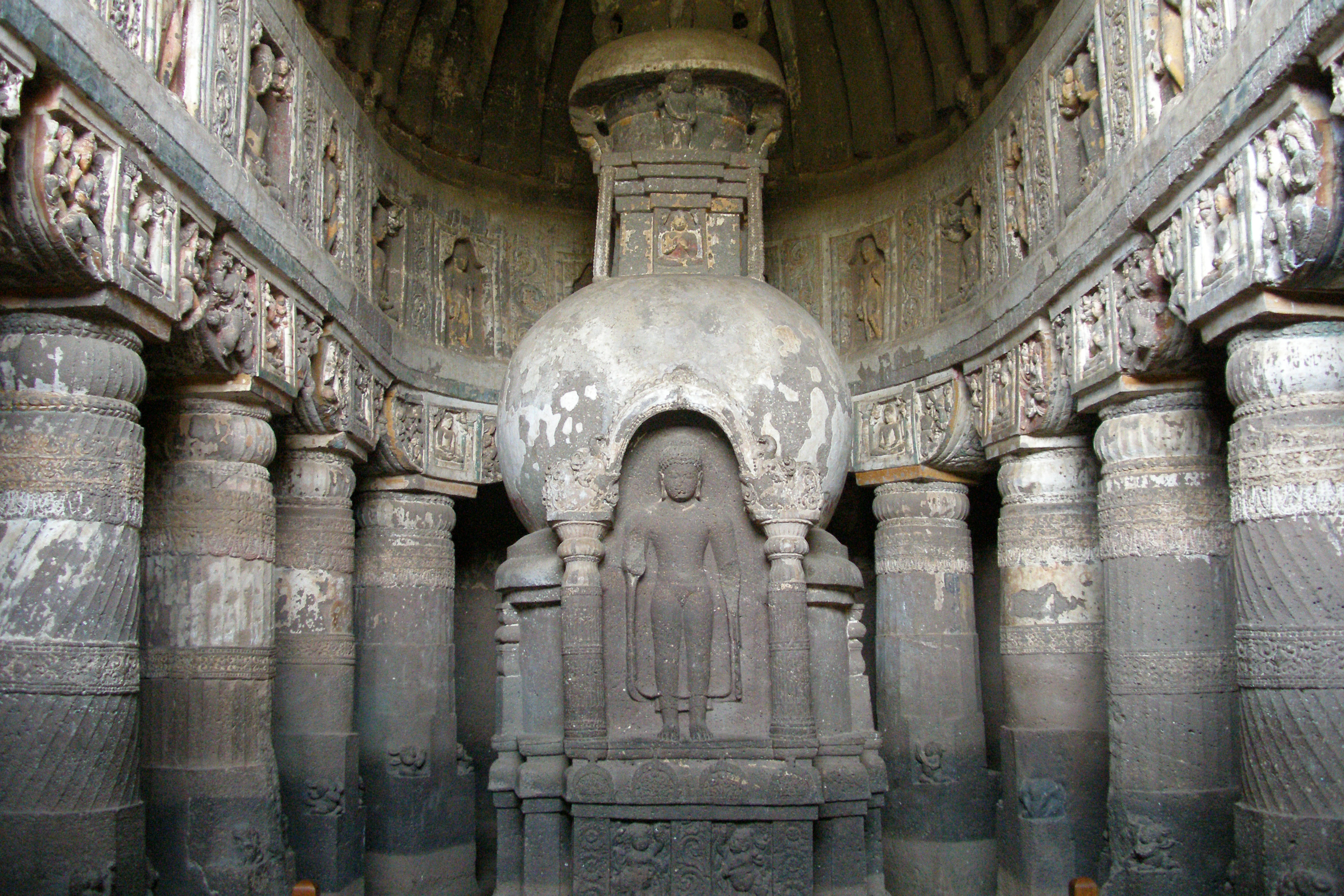
Intérieur du chaitya (sanctuaire) no 19. Bouddha placé devant le stupa, caractéristique de la phase 2. Bibl: Louis Frédéric L'art de l'Inde et de l'Asie du Sud-Est, Flammarion, Tout l'art, 1994, p. 70-71.
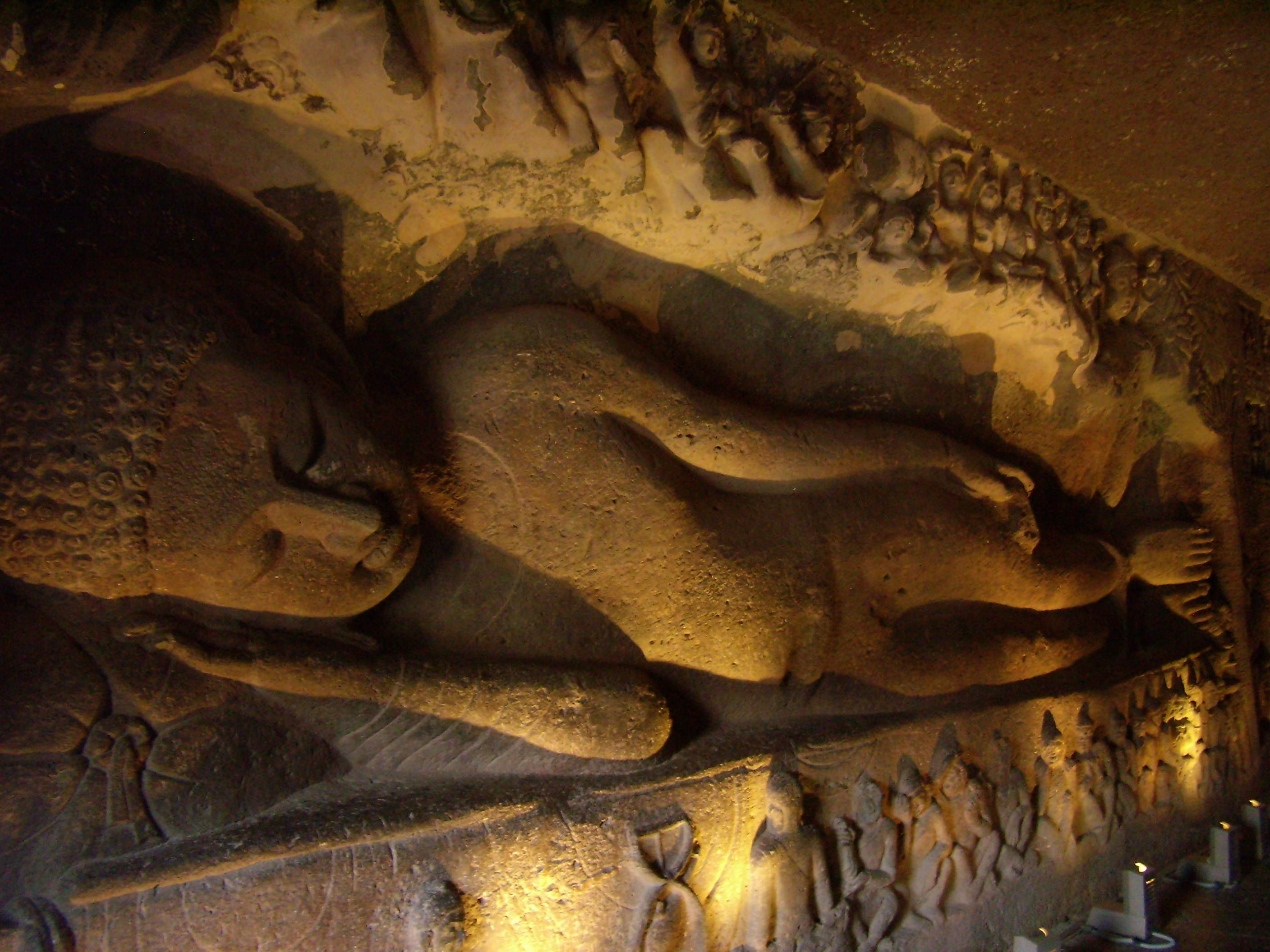
Bouddha couché Parinirvana, ses disciples pleurent la disparition de leur Maître. Caverne no 26, vers 450-525. Ajanta.
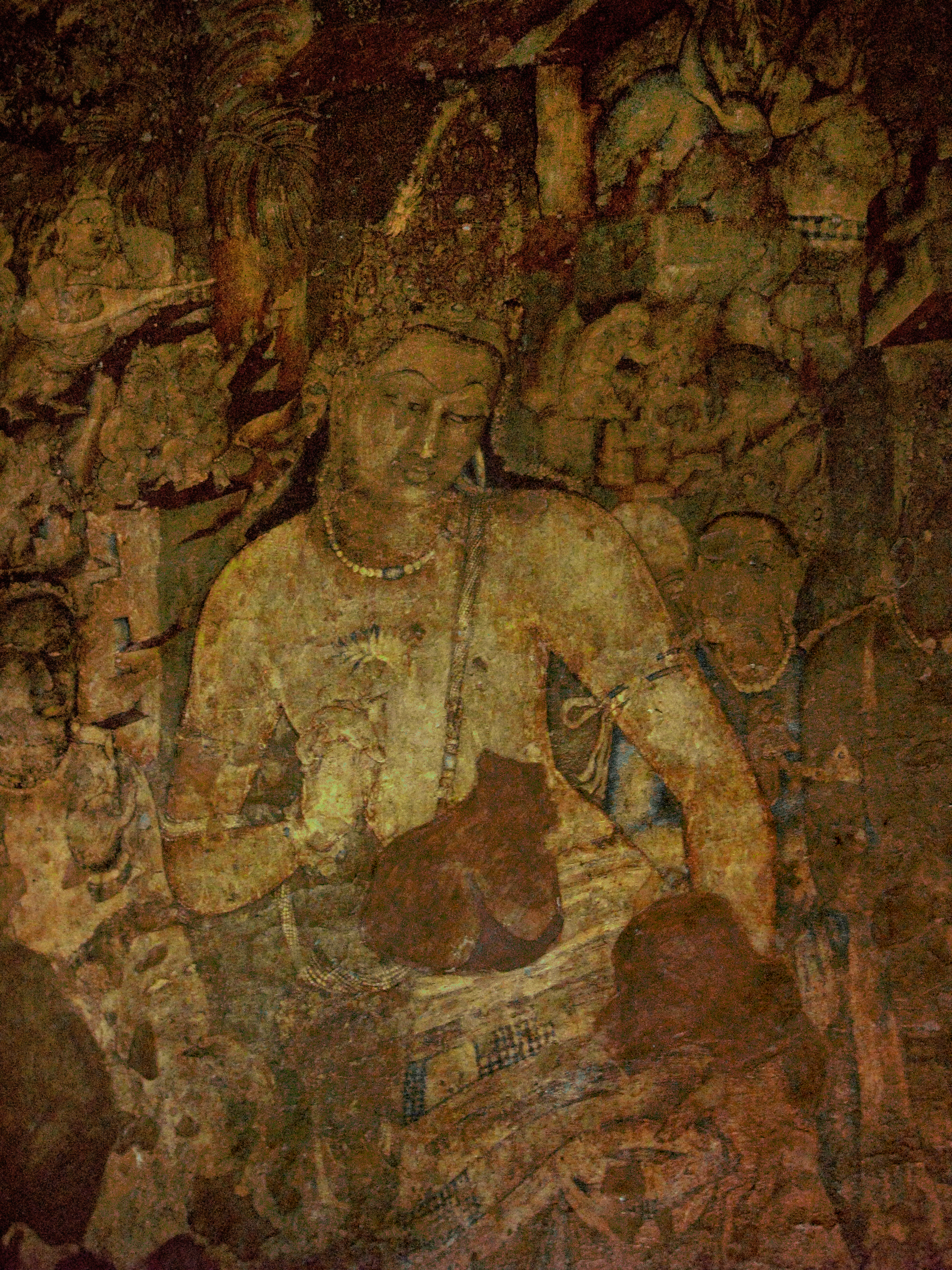
Le Bodhisattva Padmapani. Peinture à l'eau sur enduit. Vestibule du vihâra, caverne 1. Ajanta, fin Ve siècle.
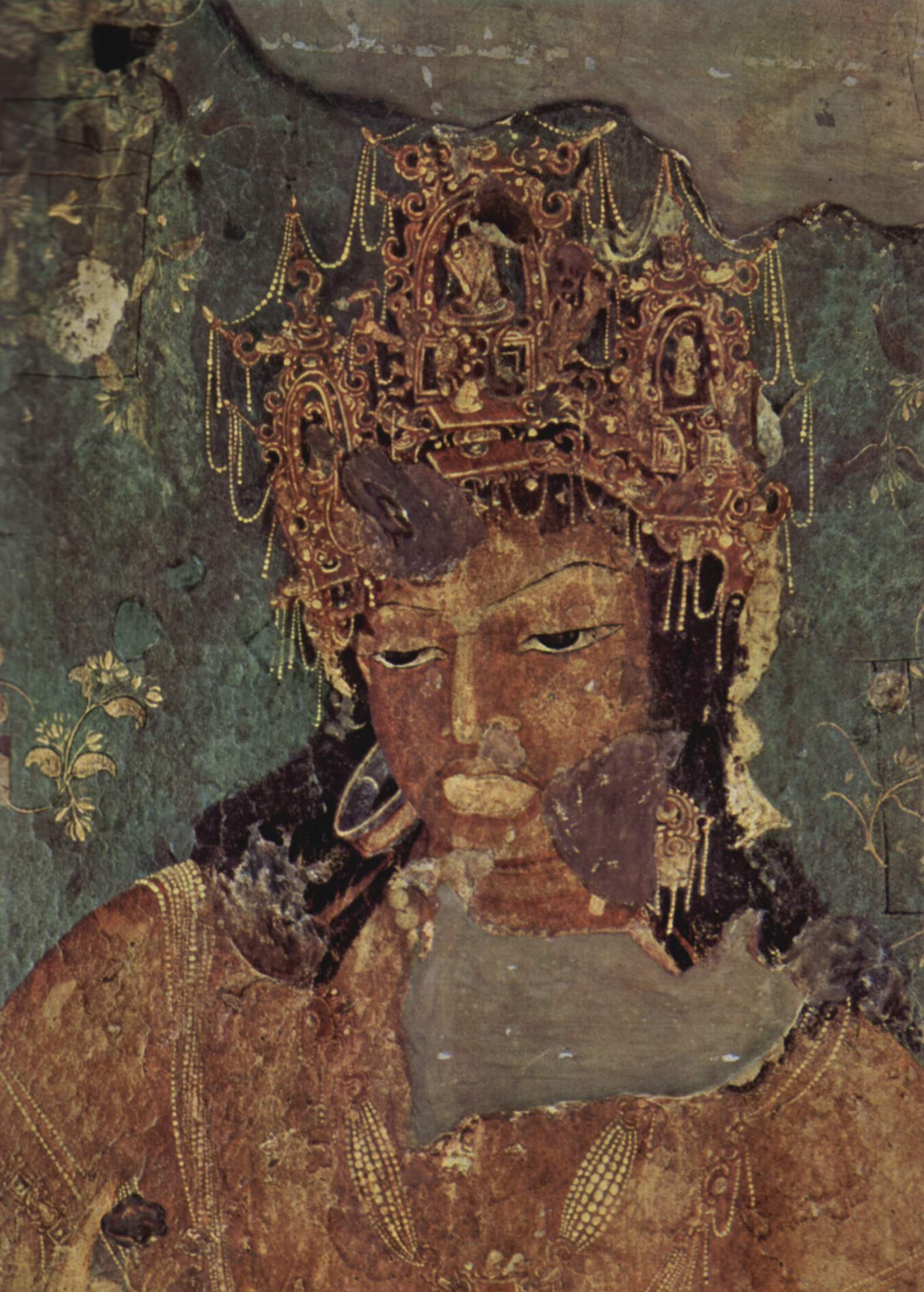
Bodhisattva Vajrapani. Caverne 1, mur est. Ajanta, fin du Ve siècle. (datation : Amina Okada in L'âge d'or de l'Inde classique : L'empire des Gupta, RMN 2007 : notices)
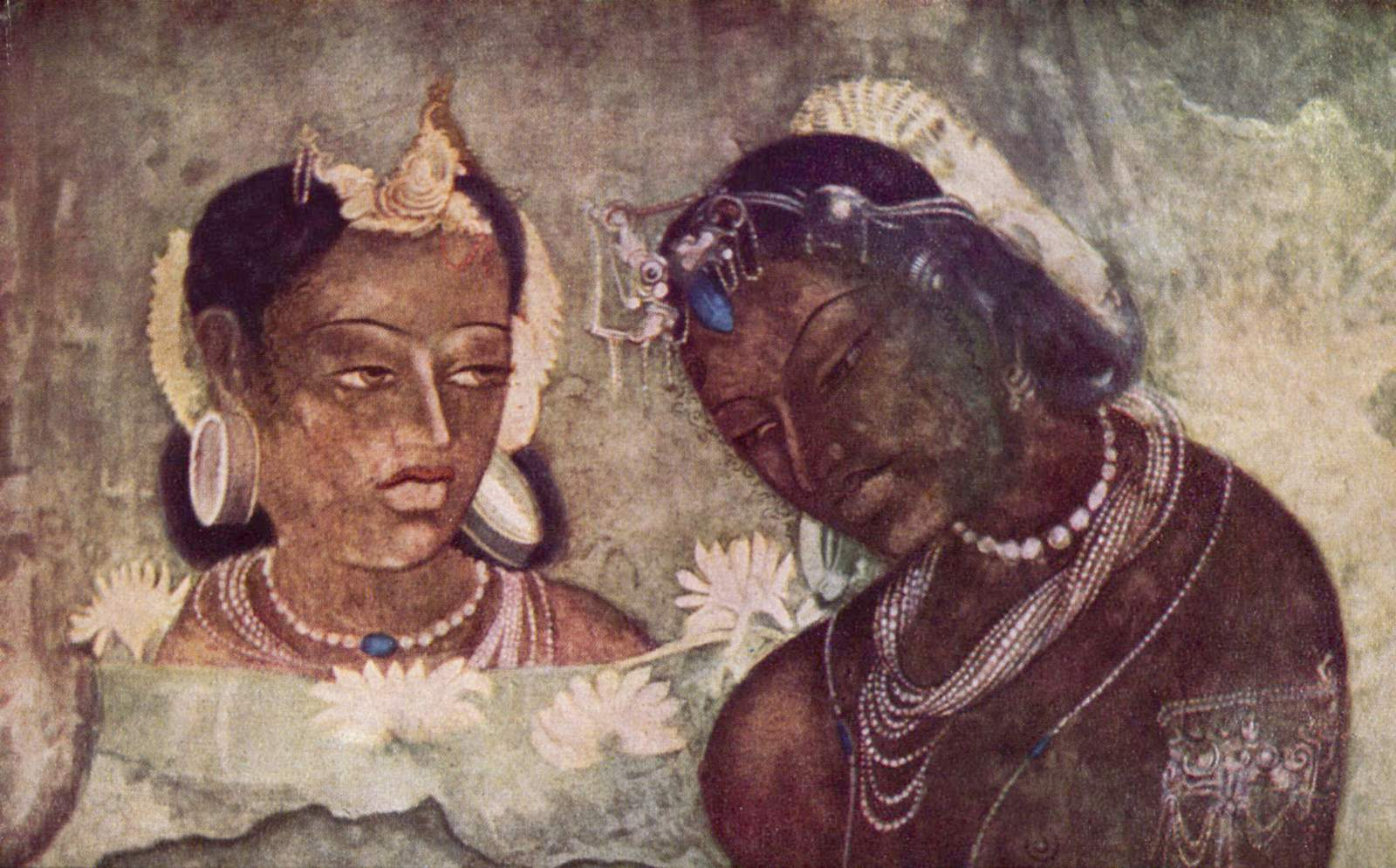
Princesse à laquelle une servante offre des fleurs de lotus. Caverne 1. Ajanta, fin du Ve siècle. (Copie d'après original ?)
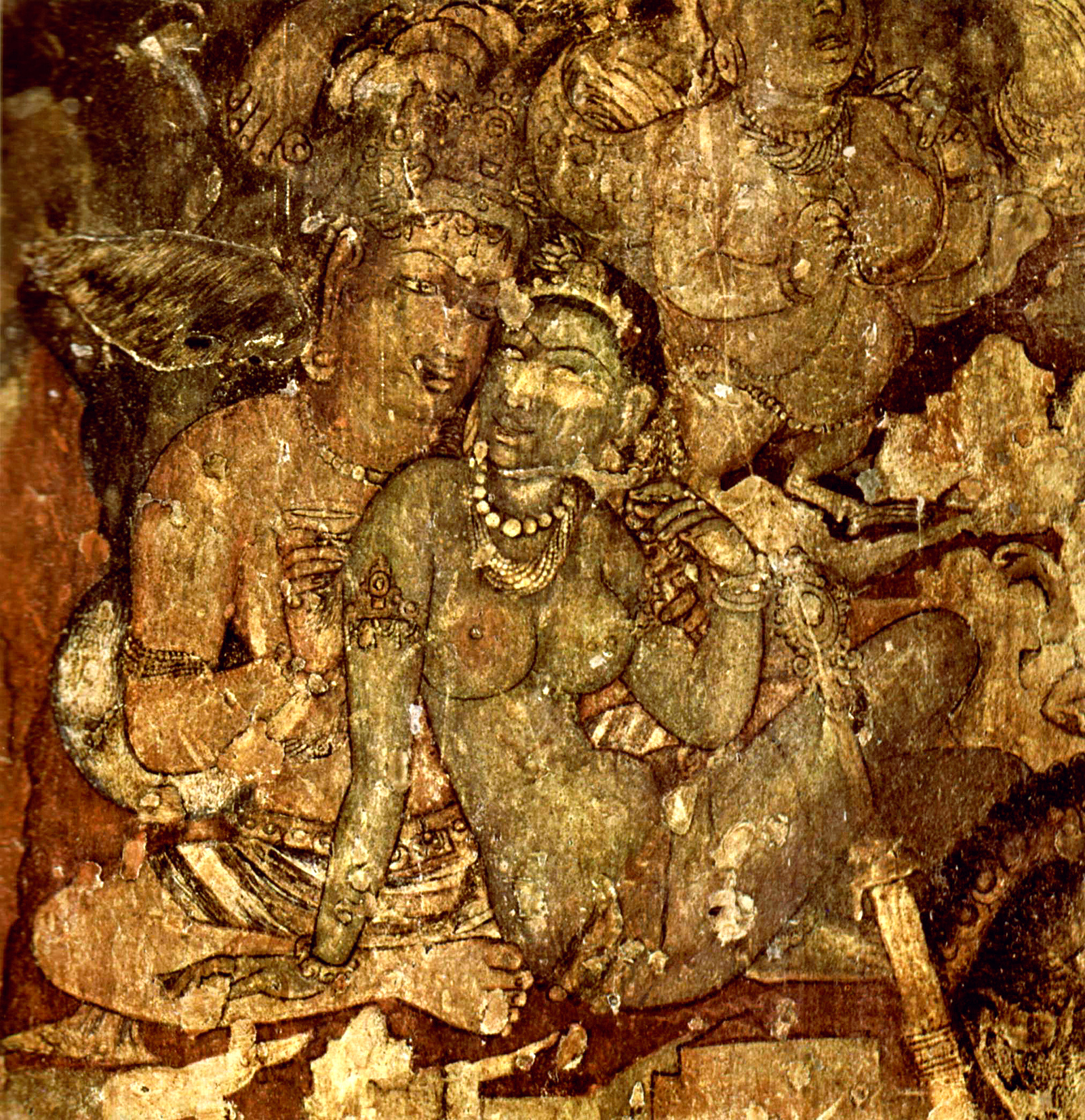
Couple princier. Ajanta, fin du Ve s., caverne 1, mur est.
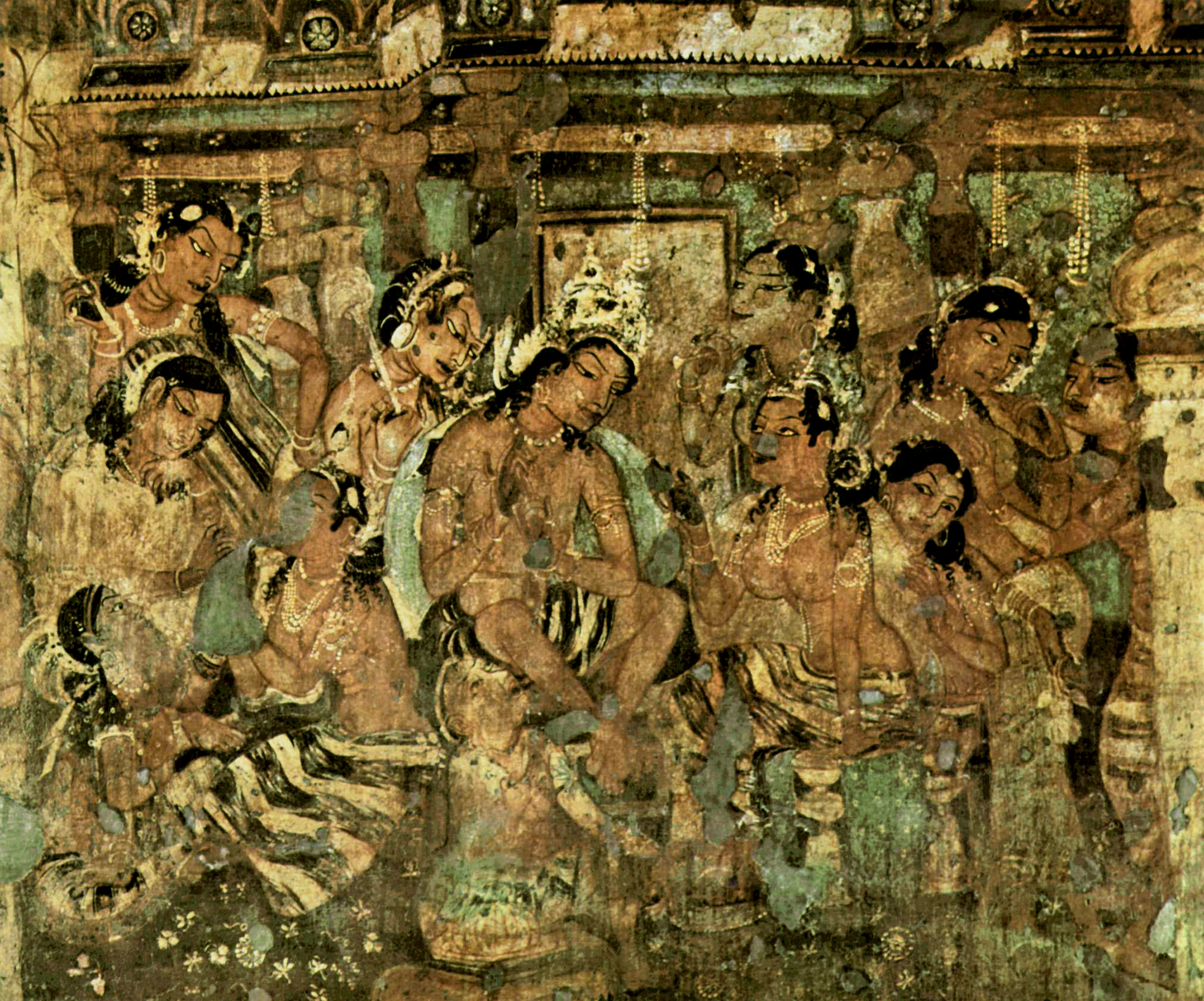
Jataka (vie antérieure de Bouddha) : le roi Mahâjanaka décide de renoncer à la vie mondaine... Vihara (monastère) 1, mur nord. Vers 475-500.
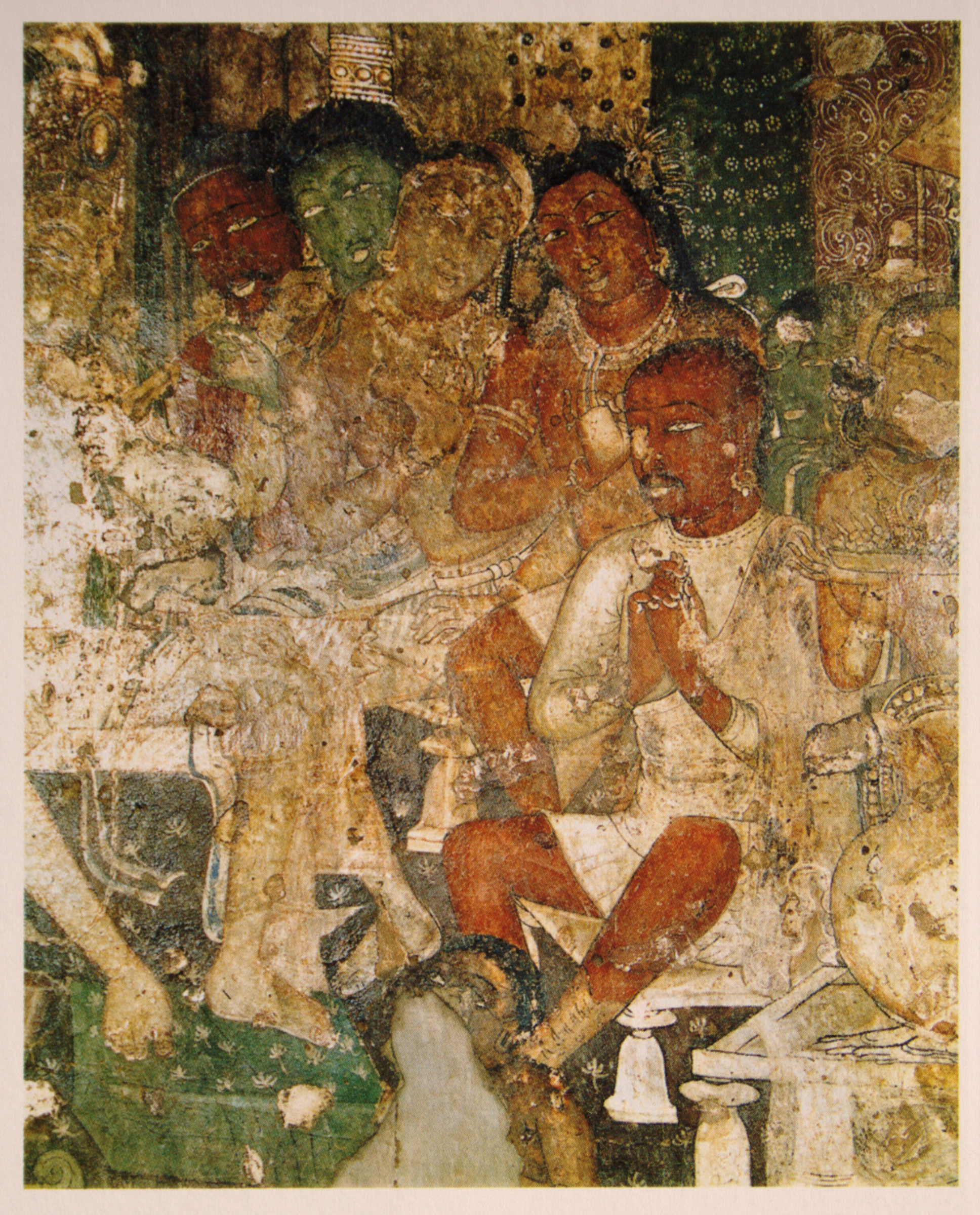
Hamsa jâtaka, grotte 17. Cette peinture illustre probablement l'une des vies antérieures du Bouddha.